# Jack Dawn
Jack Dawn est un maquilleur américain. Il a travaillé notamment dans le film Docteur Jekyll et M. Hyde en 1941.

## Filmographie
- 1939 : Le Magicien d'Oz
- 1941 : Docteur Jekyll et M. Hyde